# Ingrid Gady
Ingrid Gady (* 1957) ist eine österreichische Politikerin der Österreichischen Volkspartei (ÖVP). Seit 2012 war sie Abgeordnete zum Steiermärkischen Landtag, wo sie die Nachfolge des zurückgetretenen Manfred Kainz antrat. Sie wurde am 18. September 2012 angelobt. Im Landtag war sie Sprecherin für Kinderbetreuung, Frauen, Integration. Im Juni 2015 schied sie aus dem Landtag aus.
Beruflich ist die gelernte Kindergartenpädagogin Unternehmerin und betreibt als Unternehmerin einen Zeitungsverlag und ein Werbebüro. Weiters ist Gady seit 2010 ehrenamtliche Vorsitzende der Katholischen Frauenbewegung Steiermark und Mitglied im Agrarjournalistenverband Österreichs (VAÖ).
Gady ist in Lebring wohnhaft. Sie ist mit dem Unternehmer Franz Gady verheiratet und Mutter von fünf Kindern.